# Tales of Mystery and Imagination
Tales of Mystery and Imagination är det progressiva rockbandet The Alan Parsons Projects debutalbum, utgivet 1976. Låtarna är baserade på verk av författaren Edgar Allan Poe.

## Låtlista
Sida 1
1. "A Dream Within a Dream" - 3:43
2. "The Raven" - 4:01
3. "The Tell-Tale Heart" - 4:40
4. "The Cask of Amontillado" - 4:29
5. "(The System Of) Doctor Tarr and Professor Fether" - 4:15

Sida 2
1. "Fall of the House of Usher: Prelude" - 5:51
2. "Fall of the House of Usher: Arrival" - 2:36
3. "Fall of the House of Usher: Intermezzo" - 1:06
4. "Fall of the House of Usher: Pavane" - 4:44
5. "Fall of the House of Usher: Fall" - 1:07
6. "To One in Paradise" - 4:14